# Gediminiden

Gediminassäulen

Die Gediminiden waren eine Dynastie im Großfürstentum Litauen. Begründet wurde sie von Gediminas (1275–1341), der Litauen zu einer Großmacht aufsteigen ließ.

## Herrscher
- Gediminas
- Jaunutis
- Algirdas
- Jogaila
- Kęstutis
- Vytautas – Großfürst 1392–1430
- Švitrigaila

## Linien
Die Nachfahren Jogailas’ bilden als Jagiellonen, von 1386 bis 1572 polnisches Königshaus und Großfürstenhaus von Litauen, einen Zweig der Gediminiden.
Die östlichen, orthodoxen Zweige der Familie kamen unter den Einfluss von Ruthenien. Die Mehrheit der Gediminiden (z. B. Czartoryski) konvertierte bald zum römischen Katholizismus und wurde polonisiert. Andere (z. B. die Chowanski, Golizyn (Galitzin), Kurakin, Mstislawski und Trubezkoi) zogen in das Großfürstentum Moskau, russifizierten sich und zählen zu den russischen Fürstenhäusern.
Andere Nachfahrenlinien, die sich im Mannesstamm auf die Gediminiden zurückführen, zählten zu den polnische Magnatenfamilien, so die Czartoryski, Olelkowicz Słucki, Sanguszko und Szeszycki (Siesicki).